# Ferdynand Albrecht II z Brunszwiku-Lüneburga
Ferdynand Albrecht II z Brunszwiku-Lüneburga (ur. 29 maja 1680, zm. 2 września 1735) – książę Brunszwiku-Lüneburga. Syn księcia Ferdynanda Albrechta I i jego żony Krystyny Heskiej.

## Kariera wojskowa
W 1704 był cesarskim flügeladjutantem w bitwie pod Schellenbergiem. W 1707 r. został general-majorem, a w 1711 r. feldmarszałkiem porucznikiem.
Walczył przeciwko Turkom w armii księcia Eugeniusza Sabaudzkiego. Wyróżnił się podczas bitwy pod Petrowaradynem w 1716 r. oraz podczas oblężenia Temesváru i Belgradu w 1717 r. W 1723 r. został feldmarszałkiem, w 1727 r. dowódcą artylerii Rzeszy, a w 1733 r. feldmarszałkiem generałem.

## Życie prywatne
W 1712 r. poślubił swoją daleką kuzynkę Antoninę Amalię z Brunszwiku-Lüneburga. Ze związku przyszło na świat jedenaścioro dzieci:
- Karol – kolejny książę Brunszwiku.
- Antoni – jego żoną była Anna Leopoldowna, a ich synem car Iwan VI Romanow,
- Elżbieta – żona króla Prus Fryderyka II.
- Ludwik
- Ferdynand
- Luiza
- Zofia – żona księcia Saksonii-Koburga-Saalfeld Ernesta Fryderyka.
- Albrecht
- Teresa
- Juliana – żona króla Danii Fryderyka V.
- Fryderyk